# Linda Vierecke
Linda Vierecke (* 26. Dezember 1982 in Brandenburg an der Havel) ist eine deutsche Journalistin und Politikerin (SPD). Seit 2023 ist sie Mitglied des Abgeordnetenhauses von Berlin.

## Leben
Vierecke wuchs in ihrer Geburtsstadt Brandenburg an der Havel auf. Ihre Mutter war Lehrerin, der Vater Physiker im Stahlwerk Brandenburg. Sie besuchte in Brandenburg ein Gymnasium und bekam um 1998 die Gelegenheit, an einem Schüleraustausch mit den USA teilzunehmen. Nach dem Abitur studierte sie von 2003 bis 2009 Journalistik und Geschichte an der Universität Leipzig. Während ihres Studiums absolvierte sie Auslandssemester in Santiago de Chile und Breslau und begründete in Brandenburg im Jahr 2006 unter anderem das Hörspielwochenende. Sie schloss das Studium als Diplom-Journalistin ab und kehrte zunächst nach Brandenburg zurück. Im Jahr 2007 zog die Familie dauerhaft nach Berlin.
Von 2007 bis 2009 absolvierte Vierecke ihr journalistisches Volontariat bei der Deutschen Welle in Berlin. Von 2009 bis 2013 arbeitete sie als selbstständige Journalistin. Von 2013 bis 2016 war sie im Auftrag der Deutschen Gesellschaft für Internationale Zusammenarbeit als Entwicklungshelferin im bolivianischen Cochabamba tätig. Von 2016 bis zu ihrem Einzug ins Abgeordnetenhaus 2023 war sie als Autorin und Regisseurin von TV-Dokumentationen und als Beraterin in der Medienentwicklungszusammenarbeit tätig. 
Außer ihrer journalistischen und politischen Arbeit singt Vierecke in einer Band. Sie ist aktives Mitglied in einem Schüleraustauschverein und setzt sich für die Verbesserung des Fahrradangebotes in Berlin ein. 
Vierecke ist verheiratet und hat zwei Töchter.

## Politik
Vierecke ist seit 2011 Mitglied der SPD. Sie kandidierte bei der Wahl zum Abgeordnetenhaus von Berlin 2021 und der Wiederholungswahl 2023 im Wahlkreis Pankow 6. Bei der Wahl 2021 hatte sie den Einzug ins Berliner Landesparlament verpasst, zog aber bei der Wiederholungswahl über die Bezirksliste ins Abgeordnetenhaus ein.